# Laodicée la Brûlée
Pour les articles homonymes, voir Laodicée et Ladik.
Laodicée la Brûlée (en grec Λαοδίκεια ή Κατακεκαυμένη, en latin Laodicea Combusta, en turc Lādhiḳ Sūkhta) est une ancienne ville d'Asie Mineure, l'une des cinq villes de ce nom fondées par Séleucos Ier Nicator en l'honneur de sa mère Laodice (Λαοδίκη). C'est actuellement une localité à 35 km au nord de Konya, dans le district de Sarayönü, sur la route d'Akşehir. En Asie Mineure il ne faut la confondre, ni avec l'ancienne Laodicée du Lycos (dont les ruines se trouvent à proximité de Denizli), ni avec l'ancienne Laodicée du Pont (qui porte aussi en turc le nom de « Lādhiḳ »).
Son nom est sans rapport avec la région appelée « Katakekaumenê » par Strabon, qu'il décrit comme un territoire volcanique couvert de cendre, alors que les parages de Laodicée la Brûlée ont un sol calcaire, sans aucune particule volcanique. Le nom serait dû, soit à un incendie, soit à une activité métallurgique. Strabon situe la ville en Lycaonie, comme Étienne de Byzance. Ptolémée la place en Galatie. Socrate le Scolastique parle de « Laodicée en Pisidie », indication confirmée par le Synekdèmos d'Hiéroclès. Ces divergences s'expliquent par de fréquents redécoupages administratifs.
La ville bénéficia de la munificence de l'empereur Claude et reçut le nom de Claudiolaodidea. En 770, sous le règne de Constantin V, elle fut mise à sac par une armée arabe et sa population déportée. Elle fut ravagée par les Djelalis (brigands ayant sévi dans la région entre 1590 et 1620). Le voyageur anglais William Martin Leakela décrit comme « a large place » avec une industrie textile active (couvertures, tapis). La localité connut ensuite un fort déclin.